# Arlington, Iowa
Arlington är en ort i Fayette County i Iowa. Vid 2010 års folkräkning hade Arlington 429 invånare.